# Oficina del Procurador General (Reino Unido)
La Oficina del Procurador General del Reino Unido (Attorney General's Office, AGO) es un departamento del gobierno del Reino Unido que dirige el procurador general y su sustituto, el fiscal general (llamados Oficiales de Derecho). A veces es llamada  Secretaría Jurídica de los Oficiales de Derecho. 
La actual procuradora general es Suella Braverman MP, y el actual fiscal general es Michael Ellis QC MP.

## Organización
La Attorney General's Office (AGO) es uno de los departamentos más pequeños del gobierno del Reino Unido, con unos 40 empleados. Es uno de los llamados "Departamentos de Oficiales de Derecho" juntamente con el Crown Prosecution Service (CPS) y el HM Crown Prosecution Service Inspectorate (HMCPSI), el Serious Fraud Office (SFO) y el Government Legal Department. El abogado del tesoro actúa como tesorero de la Oficina. La AGO suministra asesoramiento jurídico y apoyo legal a los Oficiales de Derecho que prestan a su vez asesoramiento jurídico al gobierno y trabajan con el Ministerio de Justicia y el Ministerio del Interior para desarrollar políticas contra la criminalidad.

## Ministros
Los oficiales de Derecho en Inglaterra y en el País de Gales son los siguientes:
| Ministro             | Cargo                                                                            | Función |
| -------------------- | -------------------------------------------------------------------------------- | --- |
| Victoria Prentis MP  | Procuradora General para Inglaterra y Gales Abogada General de Irlanda del Norte | Consejera jurídica jefe de la Corona; Crown Prosecution Service; Serious Fraud Office; Servicio de Inspección de la Procuraduría de la Corona de Su Majestad; Departamento Jurídico del Gobierno. Otras responsabilidades incluyen: actuar como principal consultor jurídico en cuestiones de derecho internacional, derechos humanos y cuestiones de inmigración; estudio de posibles recursos a sentencias de los Tribunales de Casación; desacato a los tribunales y asuntos de derecho recurrentes del gobierno; aspectos jurídicos de todos los principales litigios internacionales y nacionales. |
| Michael Tomlinson MP | Fiscal general                                                                   | Sustituir al procurador general y ser responsable de los asuntos por delegación del procurador general; prestar apoyo al procurador general en la intendencia del Departamento Jurídico del Gobierno, del Crown Prosecution Service, del Service Prosecuting Authority, del HM Crown Prosecution Service Inspectorate y del Serious Fraud Office; prestar apoyo al procurador general en el ámbito de la legislación de lo contencioso y asesoramiento de derecho civil y en la función de interés público.                                                                                             |